# Медаль ордена Великого князя Литовського Гедиміна
Меда́ль о́рдена Вели́кого кня́зя Лито́вського Гедимі́на (лит. Lietuvos didžiojo kunigaikščio Gedimino ordino medalis, до 2002 року — Didžiojo Lietuvos kunigaikščio Gedimino ordino medalis) — державна нагорода Литовської Республіки.

## Історія

### Статут медалі ордена Великого князя Литовського Гедиміна від 1 вересня 1930 року
У 1940 році, з початком першої окупації Литви радянськими військами та приєднання її до СРСР, нагороду було скасовано.

### Статут медалі ордена Великого князя Литовського Гедиміна від 12 вересня 1991 року
Верховна Рада Литовської Республіки 12 вересня 1991 законом «Про ордени, медалі та інші відзнаки» Nr.I-1799 відродила всі державні нагороди, що існували в Литві з 1 вересня 1930 року, крім медалі Первістків Війська.

## Положення про нагороду
|  | 34 стаття. Медаль ордена Великого князя Литовського Гедиміна 1. Медаллю ордена Великого князя Литовського Гедиміна нагороджуються особи, що старанно і чесно виконують державні та суспільні обов'язки. 2. Медаль ордена Великого князя Литовського Гедиміна — срібна, 38 мм в діаметрі. На лицьовій стороні медалі зображується знак ордена Великого князя Литовського Гедиміна, на зворотній стороні — литовська княжа корона, напис «Великий князь литовський Гедимін» (лит. Lietuvos didysis kunigaikštis Gediminas) і роки його правління «1316-1341». Медаль кріпиться до стрічки ордена Великого князя Литовського Гедиміна 32 мм завширшки. |

| Лицьова сторона        |                  |             | Зворотна сторона |
| ---------------------- | ---------------- | ----------- | ---------------- |
|                        |                  |             |                  |
|                        |                  |             |                  |
| медаль 1991–2002 років |                  |             |                  |
| 1-й ступінь            | 2-й ступінь      | 3-й ступінь | Зворотна сторона |
|                        |                  |             |                  |
| медаль 1930–1940 років |                  |             |                  |
| Лицьова сторона        | Зворотна сторона | Деталі      | Деталі           |
|                        |                  |             |                  |

## Нагородження медаллю
База даних осіб, нагороджених медаллю ордена Великого князя Литовського Гедиміна доступна на сторінці Президента Литовської Республіки.